# 매스 커뮤니케이션 이론
매스 커뮤니케이션 이론(영어: Mass Communication Theory, 매스컴 이론)은 대중 매체를 통해 발생하는 커뮤니케이션과 관련된 이론을 지칭한다. 이는 대중 매체가 사회에 미치는 긍정적 혹은 부정적 효과, 수용자가 대중 매체로부터 받는 여러 가지 영향들을 이해하는 데 도움을 준다.

## 종류
각 이론들은 1959년부터 각 학술 저널을 통해 새롭게 발표되었다. 이들은 현재까지도 매스 커뮤니케이션 연구 과정에 도움을 주고 있다. 주로 쓰이는 이론은 다음과 같다.
- 미디어 결정론
- 이용과 충족 이론
- 미디어 의존 이론
- 의제설정 이론
- 배양 이론
- 침묵의 나선 이론
- 제3자 효과
- 틀짓기 이론
- 점화 효과 이론
- 지식격차 이론

## 참고 문헌
- 《알기 쉬운 커뮤니케이션 길라잡이 - 커뮤니케이션 핵심 이론》- ISBN 8984993522

## 같이 보기
- 매스커뮤니케이션